# Истамске игре
Истамске игре (или Истмијске игре) су свечаности и такмичења у Античкој Грчкој у част бога Посејдона. Одржавале су се на Истамској (Коринтској) превлаци сваке друге године, средином лета, после Античких олимпијских игара. То су биле најважније античке игре.
У почетку су имале локално, а од 589. пр.н.е. општегрчко значење. Обухватале су такмичења у атлетици и коњским запрегама, а касније и у музици и поезији. Победници су награђивани венцем од целера или борових гранчица, а касније од целеровог лишћа и учешће у спортским надметањима су сматрали врхунцем земаљске среће, јер ће победник бити предмет дивљења за живота и предмет слављења после смрти, тако да циљ надметања није било користољубље, него частољубље.
Као и остале игре и Истамске су укинуте у 4. веку, учвршћивањем хришћанства на тим просторима, кад су изгубиле религиозни значај и кад почињу да се сматрају паганским слављима.
Археолошка ископавања вршена крајем 19. века, открила су у близини Коринта остатке Посејдоновог храма, театар, хиподром и стадион. На том стадиону је 336. пр.н.е. Александар Велики акламацијом изабран за војсковођу против Персијанаца. Ту је и 196. пр.н.е. Римски конзил Тит Квинкције Фламинин, приликом Истамских игара, прогласио слободним грчке градове, после завршетка Другог македонског рата са Филипом V Македонским.